# 興陽製紙
興陽製紙株式会社（こうようせいし、英文社名 Koyo Paper Mfg. Co., Ltd.）とは、かつて静岡県富士市に本社を置いていた日本製紙グループの製紙業者である。印刷用紙、機能紙、加工紙、トイレットペーパー（ブランド名「スコッティ」、「クリネックス」。日本製紙クレシアに販売委託）などを生産していた。
2012年10月1日、親会社の日本製紙クレシアに吸収合併された。

## 事業所
- 本社・本社工場
  - 静岡県富士市比奈450
- 営業部
  - 東京都千代田区一ツ橋1-2-2
- 大阪営業所
  - 大阪府吹田市広芝町9-33

## 沿革
- 1943年（昭和18年）11月15日 - 会社設立。興津工場・今泉工場発足。
- 1963年（昭和38年） - 本社工場操業開始。
- 1964年（昭和39年） - 興津工場閉鎖。
- 1993年（平成5年）6月 - 本社工場家庭紙製造設備稼働開始。
- 1997年（平成9年） - 今泉工場閉鎖。
- 2012年（平成24年） - 日本製紙クレシアに吸収合併。